# Camp de Düssing
 (octobre 2024).
Si vous disposez d'ouvrages ou d'articles de référence ou si vous connaissez des sites web de qualité traitant du thème abordé ici, merci de compléter l'article en donnant les références utiles à sa vérifiabilité et en les liant à la section « Notes et références ».
Le camp de Düssing est une unité de travail forcé dépendant du camp de concentration de Neuengamme dont les déportés sont affectés à des travaux agricoles dans un domaine du Mecklembourg.

## Contexte
À partir de 1942, le cours de la guerre oblige l’Allemagne nazie à enrôler de nouvelles classes de conscrits qui laissent un vide dans les chaînes de production. Pour compenser ces pertes, les autorités mobilisent d’abord la population féminine, puis des travailleurs forcés étrangers, et finalement la population concentrationnaire. Moyennant finances, la SS organise la mise à disposition des déporté(e)s, soit en installant des entreprises à l'intérieur des camps de concentration, soit en détachant des unités de travail forcé dans des ateliers ou sur des chantiers (kommandos extérieurs). Certaines unités de travail sont mises à la disposition de domaines privés ou de dignitaires nazis. La gestion de la main-d'œuvre concentrationnaire donne lieu à d'incessants transferts de détenu(e)s qui empêchent parfois de reconstituer un état des lieux précis des effectifs et des pertes.

## Création et travail forcé
Le 15 septembre 1944, la SS transfère à Düssing, dans le Mecklembourg, un contingent d’environ 80 déportés venant de Neuengamme.
Ils sont hébergés dans une dépendance et effectuent des travaux agricoles au profit du domaine.
Les conditions de vie dans le camp et sur les lieux de travail sont relativement supportables. On y déplore néanmoins un décès.
Le 1er mars 1945, les détenus de Düssing sont transférés au Kommando Hamburg-Hammerbrook.